# ويترينغ (كامبريدجشير)
ويترينغ (بالإنجليزية: Wittering, Cambridgeshire)‏ هي قرية وأبرشية مدنية تقع في المملكة المتحدة في إنجلترا. يقدر عدد سكانها بـ 2,297 نسمة .